# Svařování plastů

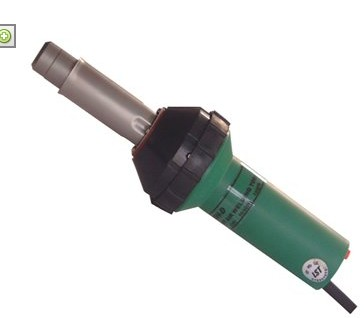
Horkovzdušná svářečka plastů

Svařování plastů je technologie trvalého spojování součástí a dílců z termoplastických umělých hmot s použitím tepla. Svařované součásti se přiloží k sobě, v místě styku se zahřejí, až změknou, a pak se tlakem spojí. Jindy se do spáry mezi nimi ještě vtlačuje rozehřátý "drát" ze stejné plastické hmoty. Protože se z celého spektra různých plastů svařují takřka výhradně termoplasty, hovoříme dnes o svařování termoplastů.
V bývalém Československu se tyto technologie používaly už v 60. letech 20. století.
Používaly se ale hlavně na přípojky do domů a rozvody a potřebnou svářecí technikou disponovaly jen firmy. Později se svařovaly i podlahové krytiny, zejména do laboratoří a zdravotnických zařízení.
Podstatný rozvoj používání plastů v České republice nastal v 90. létech 20. století, kdy se na zdejším trhu objevila celá řada nových materiálů a byly podnikány kroky k jejich uplatnění s technickou podporou včetně jejich montáže a spojování. Vedle svařování se plasty spojují lepením a mechanickým spojováním, přičemž každá z těchto technologií má opodstatnění pro určitou aplikaci a typ materiálu.

## Nejčastěji svařované materiály
Nejčastěji používané materiály byly v oblasti trubních rozvodů, když nejrozšířenějším z nich byl novodur (polyvinylchlorid - PVC), používaný pro kanalizační potrubí a spojovaný lepením. Přestože byly známy i další materiály, jako lineární polyetylén (PE-HD) nebo polypropylén (PP), největšího využití dosáhl nízkohustotní rozvětvený polyetylén (PE-LD označovaný také rPE – Bralen), který se místo svařování často spojoval mechanickými svěrnými spojkami. Silnostěnný materiál se spojoval řezaným závitovým spojem. Trubky se také prodávaly jako "závitový polyetylén", když se však ukázaly nevýhody tohoto způsobu spojování, nahradily je technologie svařování a jiného mechanického spojování.
V následujících tabulkách je uveden přehled plastů, které se nejčastěji používají pro svařování.
| označení | popis                                                                        |
| -------- | ---------------------------------------------------------------------------- |
| PE-HD    | vysokohustotní polyethylen (např. PE 80, PE 100, PE-RC, PE-VRC)              |
| PE-LD    | nízkohustotní polyethylen                                                    |
| PE-MD    | středněhustotní polyethylen                                                  |
| PE-X     | síťovaný polyethylen (svařovat lze s omezením jen některé typy, např. PE-Xa) |
| PE-LLD   | lineární nízkohustotní polyethylen                                           |
| PE-VLD   | polyethylen s velmi nízkou hustotou                                          |

| označení | popis                                      |
| -------- | ------------------------------------------ |
| PP-H     | homopolymer propylenu                      |
| PP-B     | blokový kopolymer propylenu                |
| PP-R     | random kopolymer propylenu (včetně PP-RCT) |

| označení | popis                    |
| -------- | ------------------------ |
| PB       | polybuten (poly-1-buten) |

| označení | popis                       |
| -------- | --------------------------- |
| PVC-U    | neměkčený polyvinylchlorid  |
| PVC-C    | chlorovaný polyvinylchlorid |
| PVC-P    | měkčený polyvinylchlorid    |

| označení | popis                              |
| -------- | ---------------------------------- |
| PVDF     | polyvinylidenfluorid               |
| E–CTFE   | ethylen–chlortrifluorethylen       |
| PFA      | perfluoralkoxyalkan copolymer      |
| FEP      | tetrafluoretylén–hexafluorpropylén |

| označení | popis                              |
| -------- | ---------------------------------- |
| ABS      | akrylonitril–butadién–styrén       |
| EPDM     | terpolymer ethylen–propylén–dién   |
| PMMA     | polymethylmetakrylát               |
| PA       | polyamidy                          |
| ECB      | ethylen–kopolymer–bitumen          |
| EVA      | kopolymer ethylenu s vinylacetátem |

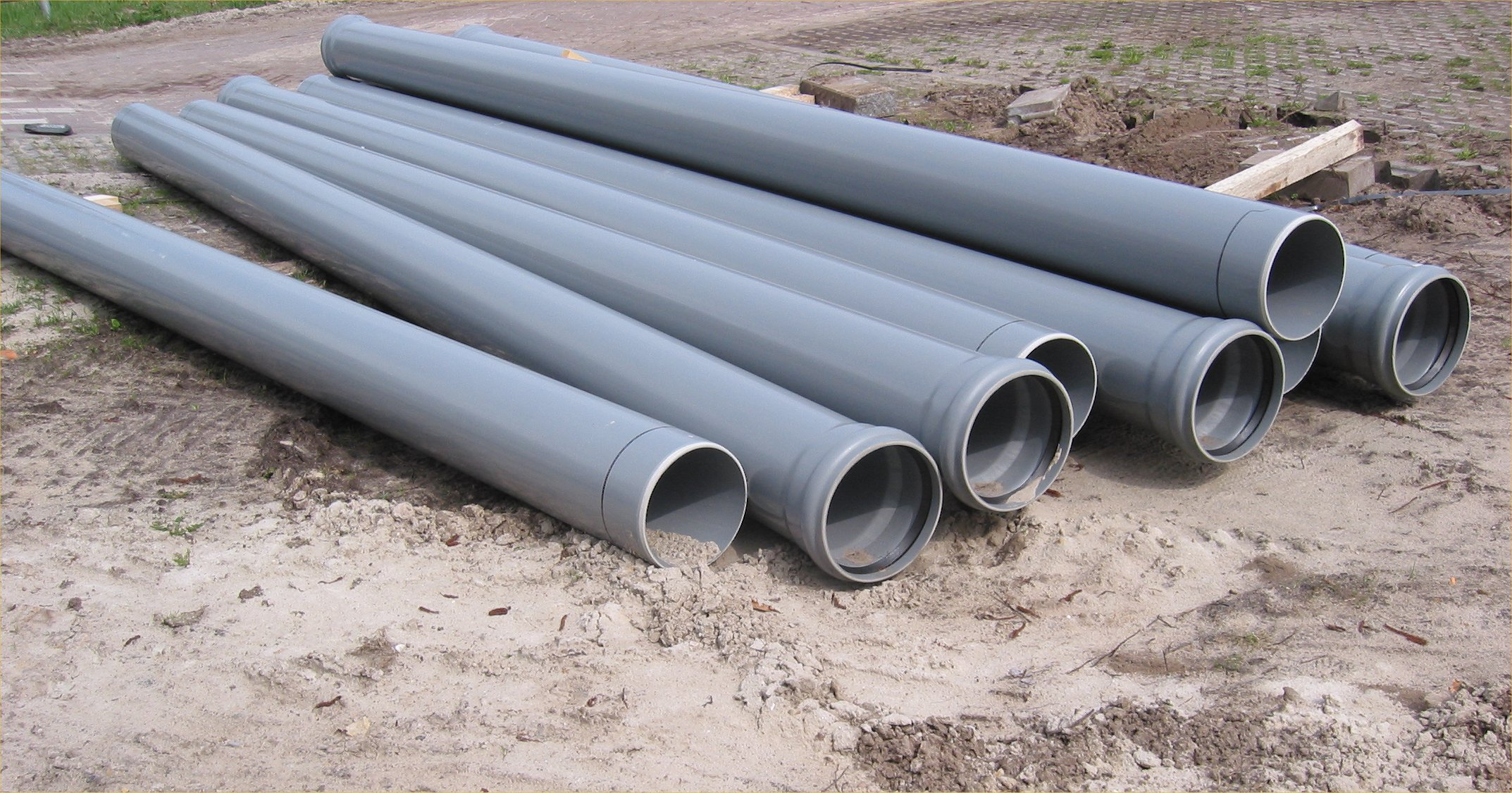
Plastové trubky pro stavbu kanalizace

V současné době se prosazují modifikované materiály uváděné jako ’’TPO – termoplastické polyolefiny’’ nebo plasty vyztužené skelnými či uhlíkovými vlákny.
Svařování těchto materiálů je někdy obtížné.

### Svařované polotovary
Nejčastěji svařovaný polotovarem jsou trubky, které se používají ve vnitřních rozvodech pitné a užitkové vody, v průmyslových rozvodech různých kapalných médií, ve vnějších rozvodech vody a kanalizací i v rozvodech plynů.
Pro nádrže, jímky, bazény, šachty a celou řadu dalších konstrukcí (např. při stavbě lodí, pontonů) se používají desky a tvarové profily.
Fólie a izolační pásy tvoří velmi širokou oblast použití svařovaných dílů a sestav od izolací tunelů, střech, jezírek, bazénů, radonových izolací a izolací staveb až po izolace skládek a starých zátěží.

## Metody svařování termoplastů

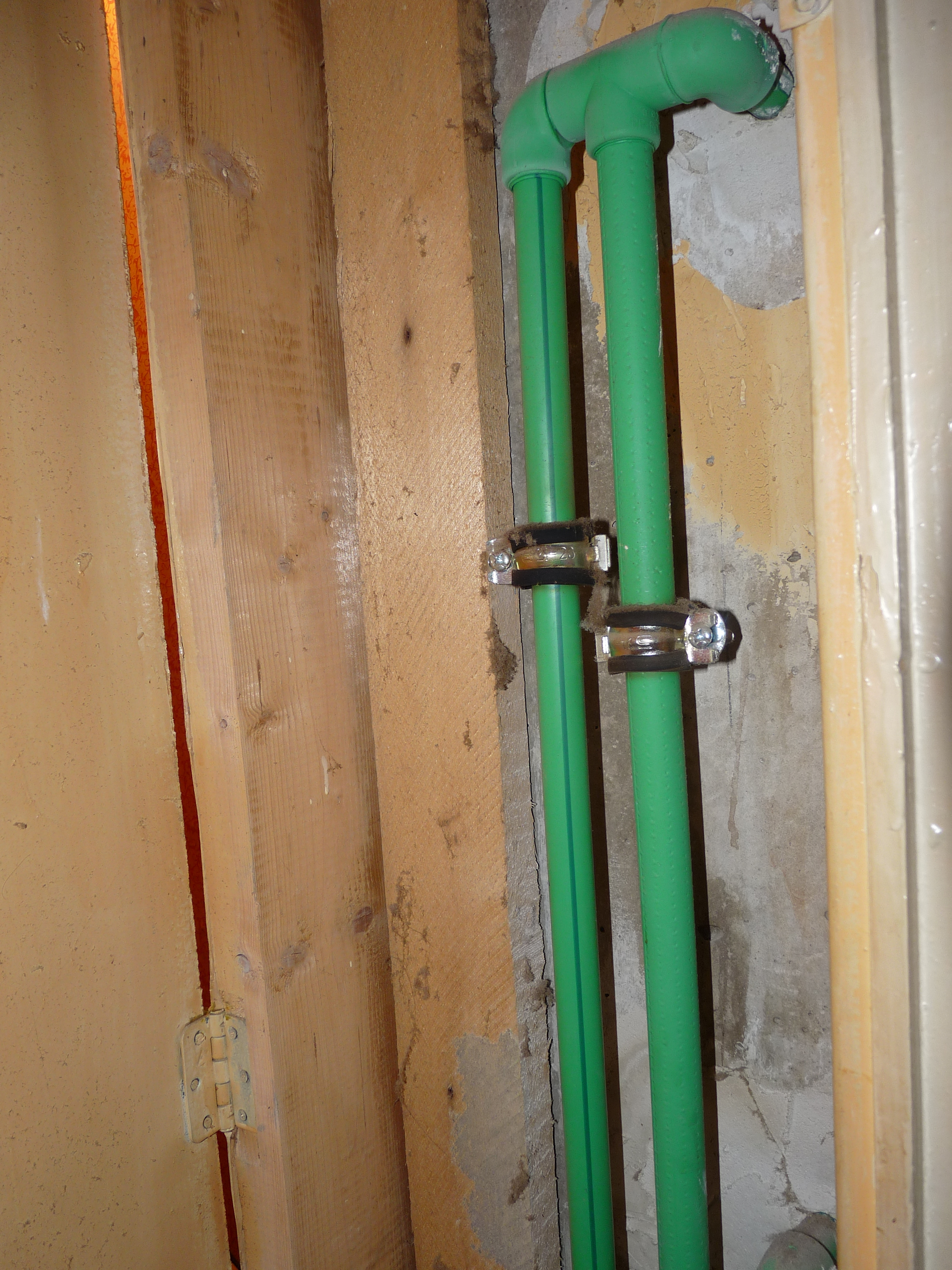
Plastové trubky pro rozvod vody

Svařování termoplastů je fyzikální proces, kde na rozdíl od svařování kovů nedochází v tavenině k zásadní přeměně materiálu. Makromolekuly zůstávají bez chemických změn, tj. bez přeměny řetězců. Dojde pouze k jejich promísení a po ochlazení k obnovení vzájemných přitažlivých sil.
Základními parametry svařování jsou teplota, tlak a čas. Jejich hodnoty se musí přizpůsobit s ohledem na chemicko – fyzikální vlastnosti svařovaných plastů a na druh použité svařovací technologie.
Kvalita svařovaných spojů je ovlivňována také podmínkami prostředí. Při svařování v dílenských podmínkách lze celkem snadno okolní podmínky dodržet. Na montážích v terénu je to složitější, proto se musí přijmout celá řada opatření.

### Svařování horkým tělesem
Spojované plochy se nejprve zahřejí horkými tělesy (zrcadly), zpravidla elektricky vyhřívanými. Jejich tvar je přizpůsoben ohřívané svařovací ploše tak, aby přenos tepla byl efektivní. Další metoda využívá elektrickou topnou spirálu, která je navinutá a zabudovaná v těle tvarovky (svařovaného kusu).
Vlastní svařování se provádí ručními svařovacími přístroji nebo stroji s rozdílným stupněm mechanizace, případně i automatizace bez použití přídavného svařovacího materiálu.

#### Přímé svařování horkým tělesem
Potřebné svařovací teplo se přenáší bezprostředně z horkého tělesa na svařovanou plochu materiálu. Rozdělení teplot je výhodné, protože se svařované materiály rovnoměrně ohřívají na celé svařované ploše a teplota směrem od ní rovnoměrně klesá. Těmito metodami je možné svařovat i materiály s větší tloušťkou stěny. Nejpoužívanější technologie:
- svařování horkým tělesem na tupo - trubky a desky
- svařování horkým tělesem polyfúzní - trubky a tvarovky
- svařování horkým tělesem sedlové - trubky a tvarovky
- svařování horkým tělesem ohraňováním - desky
- svařování horkým klínem - fólie
- svařování elektrotvarovkou - trubky a tvarovky
- svařování bezvýronkové (BCF)- trubky

#### Nepřímé svařování horkým tělesem
Horké těleso působí ze strany protilehlé ke svařované ploše, svařovací teplo musí projít celou tloušťkou jednoho ze svařovaných materiálů. Rozdělení teplot je nevýhodné, protože není v místě svaru dosažena nejvyšší teplota.
Proto se většinou těmito metodami nedají svařovat silnostěnné materiály (tloušťka stěny u přeplátovaného spoje musí být menší než 0,5 mm). Nejpoužívanější technologie:
- svařování impulsní - fólie
- svařování tepelně kontaktní - fólie
- svařování kotoučové - fólie

### Svařování horkým plynem

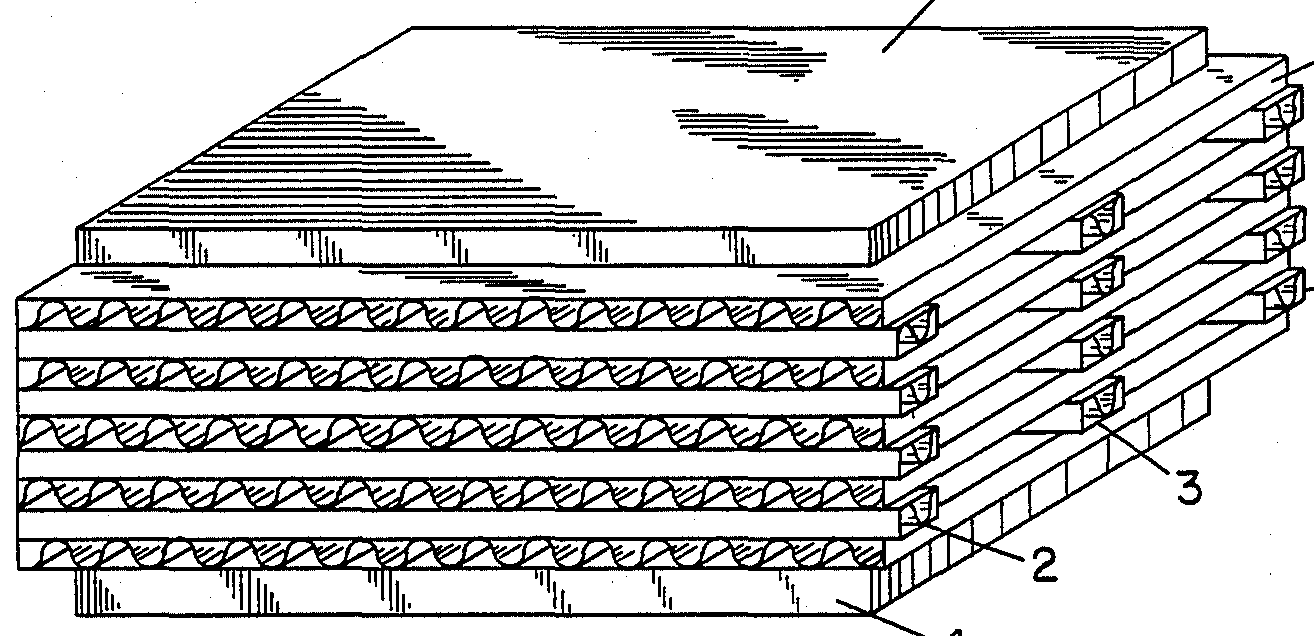
Sendvičové desky z vlnitého plastu svařované horkým vzduchem

Proudění horkého plynu, zpravidla vzduchu, přenáší teplo na spojované plochy základního materiálu a vnější zóny přídavného materiálu. Ohřáté oblasti se tak přivedou do plastického stavu a pod tlakem se vzájemně spojí.
Rozložení teplot je v celé svařované zóně rovnoměrně proměnné. V místě svařování je teplota nejvyšší a směrem k provedené části svaru rovnoměrně klesá, směrem k nesvařené části rovnoměrně stoupá. Metody svařování plastů horkým plynem a přídavným materiálem se blíží svým postupem ke svařování kovů, např. svařování plamenem s přídavným materiálem nebo svařování elektrickým obloukem, avšak s výraznými rozdíly v postupu svařování a nastavení svařovacích parametrů. Svařování bez přídavného materiálu, např. při přeplátovaných svarech, je možné provádět u tenčích materiálů, hlavně fólií. Nejpoužívanější technologie:
- svařování horkým plynem s přídavným materiálem kruhovou tryskou - desky, profily a trubky
- svařování horkým plynem s přídavným materiálem rychlotryskou - desky, profily a trubky
- svařování horkým plynem přeplátovací bez přídavného materiálu - fólie
- svařování extruderem s přídavným materiálem - desky, profily, trubky a fólie

### Další metody svařování plastů
Při svařování bez přídavného materiálu těmito speciálními metodami je dosaženo zahřátí svařovaných ploch jiným způsobem než horkým tělesem nebo horkým plynem, jak vyplývá z názvů metod svařování dále uváděných:
- svařování infračerveným paprskem (IR zářič se nedotýká svařovaných ploch) - trubky
- svařování ultrazvukem - desky a profily, fólie
- svařování třením - desky a profily
- svařování vysokofrekvenční - fólie
- svařování laserem - desky a profily, fólie

## Legislativa

### Postupy svařování
V bývalém Československu ani v ČR dosud nejsou dostatečně vyřešeny normové postupy pro svařování plastů, kromě několika málo oborových norem, které však brzy přestaly vyhovovat potřebám praxe. Vzhledem k tomu, že v ČR jsou ve velké míře používány svařovací stroje zahraničních výrobců, zvláště německých, které využívají směrnice a předpisy podle DVS (Deutscher Verband für Schweissen, tj. Německý svaz pro svařování).
Předpisy DVS jsou v celé Evropě obecně uznávaným technickým předpisem pro svařování plastů a bývají často základem budoucích EN norem. V současné době jsou vydány EN normy pro zkoušky svářečů termoplastů a pro zkoušky svarů. Další normy se postupně zpracovávají. Proto do doby vydání EN a jejich převzetí v ČR jako verzí ČSN EN je pro zachování odborně – obchodní kontinuity s Evropou i ostatním světem důležité zachovávat dohody o obecném uznávání předpisů DVS.
Se zaváděním systémů kvality se klade důraz na zabezpečení výroby a montáže postupy svařování, na skladování a kontrolu materiálu, revize svařovacího zařízení, svářečský a kontrolní personál. Pro svařování včetně plastů se uplatňují systémy kvality podle ČSN EN ISO 3834.

### Kvalifikace svářečského personálu
Tak jako u svařování kovů je i u svařování termoplastů nutné dodržet parametry a podmínky svařování, neboli technologickou kázeň. Kvalitní svary lze pak docílit s vyškoleným personálem.

#### Kvalifikace svářečů termoplastů
1. Po absolvování základního kurzu a zkoušky podle ČSN 05 0705 smí svářeč provádět méně náročné spoje, které nevyžadují vyšší stupeň bezpečnosti a zatížitelnosti.
2. Kurzem a zkouškou EPW (European Plastics Welder) podle dokumentu Evropské svářečské federace č. 581-01 a ČSN EN 13067 je svářeč certifikován k provádění i náročných spojů, které vyžadují vyšší stupeň bezpečnosti a zatížitelnosti. Získaný certifikát svářeče je platný i mimo Evropu, protože vyšší mezinárodní kvalifikace zatím neexistuje.

#### Kvalifikace vyššího svářečského personálu
Technolog svařování termoplastů (PWT) je národní kvalifikace vydávaná Českou svářečskou společností ANB s akreditací Českého Institutu pro Akreditaci (ČIA). Kvalifikace vychází z německých předpisů DVS.